# تابش هاوکینگ

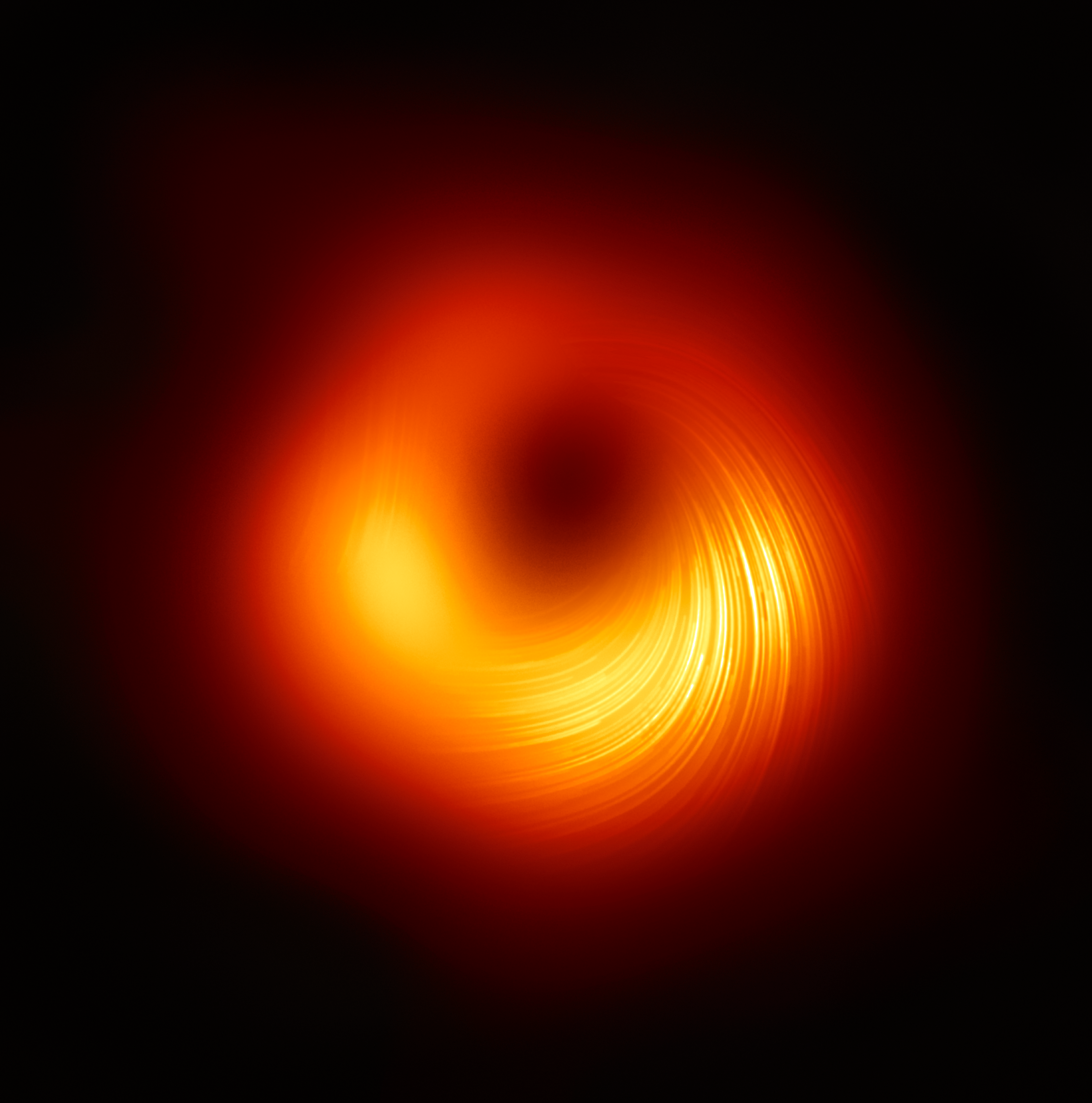
تابش هاوکینگ

تابش هاوکینگ (به انگلیسی: Hawking radiation) تابش جسم سیاه است که پیش‌بینی می‌شود به خاطر تأثیر کوانتومی در نزدیکی افق رویداد، از سیاه‌چاله تابیده شده باشد. این پدیده به نام استیون هاوکینگ نامگذاری شده‌است. زیرا نخستین‌بار او در سال ۱۹۷۴ (میلادی) بحث نظری وجود آن را مطرح کرد. کارهای هاوکینگ به توضیح نتایج یاکوب بکنشتاین کمک کرد. یاکوب بکنشتاین پیش‌بینی کرده بود که بیشینه آنتروپی سیاه‌چاله اندازه مشخصی دارد.
تابش هاوکینگ باعث کاهش جرم و انرژی سیاه‌چاله می‌شود که به تبخیر سیاه‌چاله شناخته می‌شود. به همین خاطر سیاه‌چاله‌هایی که جرم آن‌ها به روش دیگری افزایش نمی‌یابد با گذر زمان جرم آن کاهش یافته و در پایان، از بین می‌روند. پیش‌بینی می‌شود که تابش ریزسیاه‌چاله، بیشتر از سیاه‌چاه‌های بزرگ‌تر باشد. بنابراین با سرعت بیشتری کوچک شده و از میان می‌رود.
در ژوئن ۲۰۰۸ (میلادی) اداره کل ملی هوانوردی و فضا (ناسا) تلسکوپ فضایی پرتو گامای فرمی را به فضای بیرونی فرستاد. این تلسکوپ به دنبال منبع سوسوی پرتوهای گامایی است که انتظار می‌رود از سیاه‌چاله‌های نخستین تابیده شده باشند. در صورتیکه نظریه‌های فرا بعد بزرگ درست باشند شاید برخورددهنده هادرونی بزرگ در سازمان اروپایی پژوهش‌های هسته‌ای (سرن) بتواند ریزسیاه‌چاله تولید کرده و تبخیر آن را نشان دهد. تاکنون چنین ریز سیاه‌چاله‌ هایی در برخورددهنده هادرونی بزرگ دیده نشده‌اند.
در سپتامبر سال ۲۰۱۰ (میلادی) ادعا شد که در آزمایش آزمایشگاهی، با پالس‌های طیف مرئی، نشانه نزدیکی، به تابش هاوکینگ سیاه‌چاله دیده شده‌است. اگرچه، نتایج، تأیید نشده و قابل بحث ماندند. برای دیدن تابش هاوکینگ، پروژه‌های دیگری با استفاده از چارچوب مدل‌های آنالوگ گرانش انجام شده‌اند.

## نگاه کلی
سیاه‌چاله، مرکز گرانش پر قدرتی است. از دیرباز، گرانش پدید آمده از تکینگی گرانشی درون سیاه‌چاله آنقدر پر قدرت بوده که هیچ چیز حتی تابش الکترومغناطیسی نیز نمی‌تواند از آن بگریزد. هنوز معلوم نیست که گرانش چگونه با مکانیک کوانتومی پیوند می‌خورد. با این حال، دور از سیاه‌چاله، تأثیر گرانش بر محاسبات می‌تواند آنقدر ضعیف باشد که به گونه معقولی، در چارچوب نظریه میدان کوانتومی در فضازمان پیچ خورده، در نظر گرفته شود. هاوکینگ نشان داد که اثرات کوانتومی به سیاه‌چاله اجازه می‌دهند که تابش جسم سیاه مشخصی را بِتابانَد. تابش الکترومغناطیس هنگامی ایجاد می‌شود که دمای جسم سیاه، متناسب با عکس جرم سیاه‌چاله باشد.
بینش فیزیکی چگونگی این فرایند می‌تواند با فرض اینکه تابش ماده-پادماده، درست کمی فراتر از افق رویداد به بیرون پرتاب شوند ممکن باشد. این تابش، مستقیماً از خود سیاه‌چاله نمی‌آید. بلکه نتیجه ذرات فرضی "تقویت شده"ای است که بر اثر گرانش سیاه‌چاله به ذرات واقعی تبدیل می‌شوند. هنگامی که جفت ماده-پادماده بر اثر انرژی گرانشی سیاه‌چاله پدید می‌آید، یکی از ذره‌ها با جرم کمتر از جرم سیاه‌چاله، به خارج از سیاهچاله می‌گریزد.
نگاه معمول به این فرایند این است که نوسان کوانتومی باعث پیدایش یک جفت ماده-پادماده در فاصله بسیار نزدیک به افق رویداد می‌شود. یکی از ذره‌ها به درون سیاه‌چاله می‌افتد و دیگری می‌گریزد. از دید ناطر بیرونی برای ثابت نگه داشتن انرژی کلی، ذره‌ای که به درون سیاه‌چاله می‌افتد باید انرژی منفی داشته باشد. این باعث می‌شود که سیاه‌چاله جرم از دست بدهد و برای بیننده بیرونی، به نظر می‌رسد که سیاه‌چاله تنها یک ذره بیرون داده است. در مدلی دیگر، این فرایند با تأثیر تونل‌زنی کوانتومی پدید می‌آید. بر اثر تونل‌زنی کوانتومی، جفت ماده-پادماده از خلأ پدید آمده و یکی از دو ذره به بیرون از سیاه‌چاله، تونل می‌زند.
تفاوت مهم بین تابش سیاه‌چاله محاسبه شده توسط هاوکینگ و تابش گرمایی تابیده شده از جسم سیاه این است که دومی در طبیعت، آماری (به انگلیسی: Statistical) است و تنها، میانگین آن با تابش جسم سیاه قانون پلانک همخوانی دارد. درحالی‌که تابش سیاه‌چاله هاوکینگ با داده‌ها سازگارتر است. بنابراین تابش گرمایی، اطلاعاتی دربارهٔ جسمی می‌دهد که آن را می‌تاباند. درحالی‌که به نظر می‌رسد تابش هاوکینگ چنین اطلاعاتی را نمی‌رساند و تنها به نظریه بدون مو (جرم، تکانه زاویه‌ای، و بار الکتریکی) سیاه‌چاله وابسته است. این مسئله باعث پدید آمدن پارادوکس اطلاعات سیاه‌چاله می‌شود.
اگرچه بر پایه گمان دوگانگی گرانش-اندازه (که به تناظر ای دی اس/سی اف تی نیز شناخته می‌شود) سیاه‌چاله‌ها در برخی موارد مشخص (و شاید در کُل) راه حل نظریه میدان‌های کوانتومی در دمای غیر صفر باشند. این یعنی هیچ گُریز اطلاعاتی از سیاه‌چاله، انتظار نمی‌رود (زیرا نظریه میدان‌های کوانتومی امکان چنین پدیده‌ای را نمی‌دهد) و شاید تابش پخش شده از یک سیاه‌چاله، تابش گرمایی معمولی است. اگر این فرض درست باشد، محاسبه اصلی هاوکینگ، درست است. اما تا حال مشخص نشده‌است.
یک سیاه‌چاله به اندازه یک جرم خورشیدی (M☉)، دمایی به اندازه ۶۰ نانو کلوین (۶۰ میلیاردم کلوین) دارد. در اصل، چنین سیاه‌چاله‌ای بسیار بیشتر از تابش زمینه کیهانی که خود بیرون می‌دهد جذب می‌کند. سیاه‌چاله‌ای به جرم ۴٫۵×۱۰۲۲ kg (نزدیک به جرم ماه) و قطر ۱۳۳ µm، موازنه‌ای برابر ۲/۷ کلوین دارد و مقدار پرتو تابیده از آن و جذب کرده آن برابر است. اما هنوز سیاه‌چاله‌های نخستین کوچکتر، بیش از آنچه پرتو جذب می‌کنند باز می‌تابانند و پیرو آن جرم از دست می‌دهند.

## کشف و معادله
هاوکینگ نظریه خود را پس از آن مطرح کرد که در سال ۱۹۷۳ (میلادی) در مسکو روسیه با دو دانشمند اتحاد جماهیر شوروی سوسیالیستی دیدار کرد. یاکوف زلدوویچ و الکسی استاروبینسکی او را قانع کردند که سیاه‌چاله کر ذرات را تولید و از خود بیرون می‌دهند. هنگامی که هاوکینگ محاسبات را انجام داد به این نتیجه شگفت‌آور رسید که حتی سیاه‌چاله غیر چرخنده نیز دارای تابش است.
دمای تابش سیاهچاله از فرمول زیر به دست می‌آید:
{\displaystyle T_{\mathrm {H} }={\frac {\hbar c^{3}}{8\pi GMk_{\mathrm {B} }}}}
که در آن:
h ثابت پلانک
c سرعت نور
G ثابت جهانی گرانش
M جرم
k ثابت بولتزمن
و اگر اعداد را در هم ضرب کنیم این عدد که تا  هشت اعشار اول نمایش داده شده 23^10×7/71728368 به دست می‌آید پس:
T  =  7/71728368×10^23  ÷  M